# ایزابل سودربری
ایزابل سودربری (انگلیسی: Isabelle Söderberg؛ زادهٔ ۲۸ مهٔ ۱۹۸۹) دوچرخه‌سوار اهل سوئد است.